# Horst Bessai
Horst J. Bessai, vollständig Horst Joachim Bessai (* 22. April 1956 in Simmern; † 24. Juni 2020 in Siegen) war ein deutscher Hochschullehrer, sowie Forscher und Entwickler im Bereich der Nachrichtentechnik.

## Beruflicher Werdegang
Im Zeitraum von 1975 bis 1980 absolvierte Bessai sein Studium der Elektrotechnik an der Technischen Universität Darmstadt zum Diplom-Ingenieur. Im Juli 1985 erfolgte an der Technischen Universität Darmstadt seine Promotion zum Dr.-Ing. mit der Dissertationsschrift Untersuchung von Codierungs- und Modulationsverfahren im Hinblick auf die Kanal-Fehlerverteilung. Bessai war von 1980 bis 1985 wissenschaftlicher Mitarbeiter am Forschungsinstitut der Deutschen Bundespost in Darmstadt. Im Anschluss wurde er Projektleiter und Leiter der Gruppe Signalverarbeitung bei Dornier-Deutsche Luft- und Raumfahrt in Friedrichshafen, Deutschland. Dort arbeitete er bis 1990. Von 1990 bis 1991 arbeitete er als Projektberater bei Acoustic Imaging in Phoenix, Arizona. Seit 1991 war er Professor am Department Elektrotechnik und Informatik der Universität Siegen.
Von 1998 bis 1999 wurde er zum Direktor des Ausschusses Europa, Afrika, Naher Osten des Institute of Electrical and Electronics Engineers (IEEE) Communications Society gewählt. Im Jahr 2000 begann er eine zweijährige Amtszeit als Vizepräsident der IEEE-ComSoc.
Von 1999 bis 2012 war er aktives Mitglied im Kuratorium der Eduard-Rhein-Stiftung.

## Forschung
Bessai entwarf und baute den ersten Prototyp eines volldigitalen Rundfunkempfängers in Deutschland (Dissertation 1979-1980). Im Jahr 2015 erfand er die Sigma-Shift-Keying-Modulation (SSK) (DE102015008020A1). Bessai besitzt eine Vielzahl von Patenten für Telekommunikation, Signal- und Radarverarbeitung. Zu den aktuellen Arbeiten neben der SSK Modulation ist seine Forschungstätigkeit im Bereich der GHz Übertragungstechnik zu nennen.
Die Grundlagen zur Sigma-Shift-Keying-Modulation (SSK) wurden hierzu im IEEE Paper: "Sigma shift keying (SSK): A paradigm shift in digital modulation techniques", DOI: 10.1109/CCOMS.2017.8075267 veröffentlicht.
Weitere Forschungstätigkeit im Bereich der Übertragungstechnik: "A GHz-MIMO perspective of shielded multi-wire transmission lines using proximity effect analysis", DOI: 10.1145/3278161.3278163.

## Schriften
- Beschreibung von m-QAM-Modems und einige ihrer Eigenschaften = Description of m-QAM modems and some of their properties, FTZ, Darmstadt 1982.
- Untersuchung von Codierungs- und Modulationsverfahren im Hinblick auf die Kanal-Fehlerverteilung in PCM-Systemen, FTZ, Darmstadt 1985.
- MIMO Signals and Systems, Springer, New York, 2005. ISBN 978-0387234885